# KulturNav
KulturNav este un serviciu de software norvegian bazat pe cloud, care permite utilizatorilor să creeze, să gestioneze și să distribuie autorități de nume și terminologie, concentrându-se pe nevoile muzeelor și ale altor instituții de patrimoniu cultural. Software-ul este dezvoltat de KulturIT ANS, iar proiectul de dezvoltare este finanțat de Norsk kulturråd.
KulturNav este conceput pentru a îmbunătăți accesul la informațiile despre patrimoniu din arhive, biblioteci și muzee, lucrând între instituții cu metadate comune. Astfel, multe instituții pot colabora pentru a construi o listă de denumiri și o terminologie standard. Metadatele sunt publicate ca linked open data (LOD), care pot fi legate în continuare cu alte resurse LOD. API-ul acceptă în prezent cereri de tip HTTP GET pentru citirea datelor. Apelurile API nu sunt în prezent autentificate sau autorizate. Aceasta înseamnă că sistemul returnează numai conținut publicat care poate fi citit de orice utilizator. Sistemul a fost dezvoltat în cadrul Play Framework cu Solr și jQuery.
Compania KulturIT, lansată în 2013, este deținută de cinci muzee norvegiene și unul suedez. Este o organizație non-profit ale cărei încasări sunt destinate dezvoltării.
Site-ul a fost lansat pe 20 ianuarie 2015 și este utilizat în prezent de aproximativ 130 de muzee din Norvegia, Suedia și Åland. În martie 2015, registrul național suedez al fotografiei era în curs de a fi transferat pe site-ul KulturNav. Prin Kulturnav este disponibil și un registru al arhitecților suedezi.